# Don Alias
Charles Alias detto Don (New York, 25 dicembre 1939 – New York, 29 marzo 2006) è stato un percussionista e batterista statunitense.

## Biografia
Charles Alias incomincia a prendere lezioni di congas durante il periodo delle scuole superiori. Dopo alcuni anni, Eartha Kitt, sua mentore, lo convince ad esibirsi al Newport Jazz Festival.
Conosce, in seguito, il produttore Gene Perla il quale lo persuade a dedicarsi a tempo pieno nel mondo musicale.
Alla fine degli anni sessanta, entra a far parte del gruppo di Miles Davis.
È stato, per un lungo periodo, batterista e percussionista ufficiale della cantautrice Joni Mitchell.
Ha lavorato poi con Lou Reed, Nina Simone, James Taylor.

## Discografia essenziale
Con Miles Davis
- Bitches Brew (Columbia, 1970)
- On the Corner (Columbia, 1972)
- Amandla (Warner Bros., 1989)

Con Joni Mitchell
- Don Juan's Reckless Daughter (Asylum, 1977)
- Mingus (Asylum, 1979)
- Shadows and Light (Asylum, 1980)

Con Steve Grossman
- Some Shapes to Come (1974, PM)
- Terra Firma (1977, PM)

Con Carla Bley
- Sextet (Watt, 1986–87)
- Fleur Carnivore (Watt, 1988)
- The Very Big Carla Bley Band (Watt, 1990)
- Looking for America (Watt, 2002)